# Sarnowa (Rawicz)

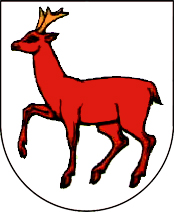
Historyczny herb miasta Sarnowa

Sarnowa – osiedle Rawicza (województwo wielkopolskie). Najstarsza wzmianka mówiąca o Sarnowej jako mieście pochodzi z 1262 roku. Inni badacze podają jednak rok 1407 jako pewną datę, kiedy to Sarnowa otrzymała lokację miejską na prawie magdeburskim (pod nazwą Sarnowce). W dniu 1 stycznia 1973 r. obszar Sarnowy włączono do miasta Rawicza.

## Historia
Na terenie Sarnowej dotychczas nie przeprowadzano systematycznych badań archeologicznych. Jedynie w okresie międzywojennym prof. Konrad Jażdżewski w ramach prowadzonych badań w południowej Wielkopolsce udokumentował znaleziska archeologiczne osadnictwa w Sarnowej pochodzące ze środkowej epoki kamiennej mezolitu – tzw. kultury tardenuaskiej. W młodszej epoce kamiennej tzw. neolicie w Sarnowej odnaleziono dwa stanowiska kultury pucharów lejkowatych. Z okresu tego pochodzą także odkryte stanowiska kultury dołkowo – grzebykowej w Sarnowej i Foluszu. Z neolitu pochodzą także ślady ceramiki tzw. bałtyckiej. Z epoki brązu natknięto się na cmentarzysko kultury łużyckiej.

### Od wczesnego średniowiecza do XIII w.
Z okresu wczesnośredniowiecznego pochodzi grodzisko wraz z fosą – najstarszy zabytek na terenie miasta. Zadaniem załogi grodu była obrona pogranicza oraz zabezpieczenie pobliskich dróg prowadzących z południa Europy przez Wrocław Gniezno w kierunku północy oraz ze wschodu na zachód przez Kalisz i Głogów. Jeden z najstarszych zapisków, z 1065 r. mówi o grodzie z czasów Bolesława Śmiałego. Kolejna wzmianka z pojawiającą się nazwą Sarnowa dotyczy roku 1110. W 1136 r. Sarnowa została wymieniona w Bulli Papieża Inocentego. W 1240 r. wymieniono Sarnowę wśród 10 wsi, z których parafia w Nieparcie otrzymywała dziesięciny. W 1248 r. mowa jest o Sarnowej w dokumencie wystawionym przez wielkopolskiego księcia Przemysła I. 7 czerwca 1262 r. zapisany został dokument księcia wielkopolskiego Bolesława, w którym po raz pierwszy użyto słów „civitatem nomine Sarnow”, czyli „miasto zwane Sarnov”.

### Od XV wieku do końca Rzeczypospolitej
W 1407 r. Jerzy Donin wraz z matką Małgorzatą na mocy przywileju króla Władysława Jagiełły przeniósł Sarnowę z prawa polskiego na tzw. prawo magdeburskie. 1 VII 1421 r. utworzona została parafia katolicka. Pierwszy drewniany kościół ufundowali Jerzy Donin i jego matka Małgorzata, a fundację zatwierdził biskup poznański Andrzej Łaskarz. Kościół parafialny w Sarnowej został konsekrowany w 1488 r. W czasie wojny trzynastoletniej Sarnowa wystawiła w 1458 roku 4 pieszych na odsiecz oblężonej polskiej załogi Zamku w Malborku. W 1516 r. dziedzic Grzegorz Obornicki Skóra de Gay wyjednał u króla Zygmunta I przywilej potwierdzający prawo magdeburskie i zezwalający na odbywanie dwóch jarmarków. W 1539 r. dziedzic Mieszkowski wyjednał prawo do trzeciego jarmarku. 16 XII 1639 r. za zgodą króla Władysława IV powstało Bractwo Kurkowe. W pierwszej połowie XVII w. powstało przedmieście. Na skutek potopu szwedzkiego uległo zniszczeniu kilkadziesiąt budynków i obiektów przemysłowych. Odbudowa miasteczka została zahamowana przez pożar który wybuchł 16 X 1684 r. w którym spłonęło 40 domów. Do końca XVII w. zdołano odbudować powstałe zniszczenia. Dalszemu rozwojowi przeszkodziła wojna północna oraz występująca po niej epidemie w latach 1709–1711 oraz pożar miasta w 1724 r., w którym spłonęły m.in. trzy browary. W kilkanaście miesięcy po pożarze miasto wystawiło nowy browar. W 1718 r. rozpoczęto budowę obecnie istniejącego kościoła parafialnego pw. św. Andrzeja i św. Doroty którego fundatorką była Joanna z Szołdrskich Zakrzewska. 26 kwietnia 1745 r. biskup poznański Józef Kierski konsekrował nowy kościół sarnowski. W 1780 r. powstała parafia ewangelicka. W 1787 r. wybudowano drewniany kościół ewangelicki. Zarówno w XVI, XVII, jak i XVIII w. w Sarnowej poza rynkiem z ratuszem i kilkoma obiektami użyteczności publicznej było kilka ulic. Sarnowa była otoczona wałem, a do jej wnętrza prowadziły dwie bramy: jedna od strony Rawicza, druga od strony Miejskiej Górki. Pod koniec istnienia I Rzeczypospolitej Sarnowa stała się poważnym centrum handlu bydłem. Rozwijający się handel osiągnął poziom 7 jarmarków rocznie.

### Zabory
W wyniku II rozbioru Polski w 1793 r. Sarnowa znalazła się w zaborze Pruskim. W latach 1797–1800 organistą w sarnowskim kościele był Karol Kurpiński wybitny polski kompozytor. W dniu 15 VII 1804 r. rozpoczęła działalność katolicka szkoła parafialna. 17 IX 1809 r. w pożarze Sarnowej spalił się m.in. ratusz z aktami miejskimi. W 1837 r. wybudowany został obecny ratusz, a w 1870 r. dobudowano wieżę zegarową. W 1870 r. wybudowano nowy budynek szkoły ewangelickiej. W 1878 r. wybudowano nową szkołę katolicką. 7 września 1885 r. poświęcono nową synagogę. W 1898 r. uruchomiona została linia kolejowa Rawicz – Kobylin, w Sarnowej uruchomiono stację kolejową. W 1911 r. powstała w Sarnowej Ochotnicza Straż Pożarna.

### Powstanie Wielkopolskie
10 stycznia 1919 r. polscy mieszkańcy Sarnowej tworzą oddział powstańczy i opanowują miasto. Niestety nie doczekawszy się pomocy w dniu 11 stycznia zostają wyparci przez wojska niemieckie. Między Sarnową a Miejską Górką przebiegała linia frontu. Szczególnie zaciętą bitwę o miasto toczono w dniach 5–6 lutego 1919 r., gdzie walki toczyły się na ulicach, a do działań wprowadzono pociąg pancerny. Na mocy postanowień Traktatu Wersalskiego Sarnowa wróciła do macierzy.

### Okres międzywojenny
Po odzyskaniu niepodległości burmistrzem wybrano Piotra Sobańskiego. Po nim funkcję tę obejmowali kolejno Teodor Grandke i Jakub Skowroński. W okresie międzywojennym z uwagi na zmiany polityczne i gospodarcze dobiegła trwająca ponad 150 lat supremacja w regionie sarnowskiego handlu bydłem.
W 1922 r. ponownie powstało Bractwo Strzeleckie, które kontynuowało tradycje Bractwa Kurkowego powstałego w 1639 r. W 1923 r. założono Towarzystwo Powstańców i Wojaków, w tym samym roku zainaugurował swoją działalność chór im. Karola Kurpińskiego. 26 I 1936 r. założono klub sportowy, któremu później nadano nazwę Klub Sportowy „Sarnowa”. W okresie międzywojennym funkcjonowało w Sarnowej kino „Odeon”.

### Okupacja
Okupacja niemiecka dla mieszkańców Sarnowej miała taki sam wymiar jak dla wszystkich Wielkopolan. Część mieszkańców wywieziono do pracy na terenie Niemiec, m.in. w niemieckich majątkach. Zamknięta została szkoła oraz kościół. Sarnowski las stał się zbiorową mogiłą dla 300 Żydów rozstrzelanych przez hitlerowców.

### Lata 1945–1973
Sarnowa została wyzwolona spod okupacji hitlerowskiej 22 stycznia 1945 r. Stanowisko Burmistrza objął Franciszek Fogt. 14 marca 1945 r. powstała Miejska Rada Narodowa. Jej przewodniczącym został Franciszek Stachowski. W 1946 r. majątek sarnowski przeszedł na własność Skarbu Państwa. W 1950 r. powstał Państwowy Ośrodek Maszynowy nr 205. W 1953 r. miasto zostało zradiofonizowane oraz powstała Spółdzielnia Produkcyjna. W 1955 r. Sarnowa została zelektryfikowana. 1 stycznia 1973 r. decyzją Rady Ministrów Sarnowa została włączona w granice miasta Rawicza.

## Zabytki
Na terenie obecnej dzielnicy Sarnowa znajdują się (m.in.):
- fosa oraz pozostałości grodu obronnego stożkowego X-XIII w.
- eklektyczny dwór wzniesiony XIX wieku,
- zabytkowy zwarty układ miejski,
- Rynek pokryty zabytkowym brukiem z wznoszącym się pośrodku budynkiem dawnego ratusza (zbudowany w 1837, rozbudowa w 1870 – dostawiono m.in. neogotycką wieżę; dzisiaj biblioteka),
- barokowy kościół św. Andrzeja Apostoła powstały w 1718 roku z fundacji Joanny z Szołdrskich Wyssogota-Zakrzewskiej.